# Furstendömet Ansbach
Furstendömet Ansbach, även känt som Markgrevskapet Brandenburg-Ansbach, var ett riksfurstendöme inom det Tysk-romerska riket, beläget i Frankiska kretsen och regerat av huset Hohenzollern.

## Historia
Furstendömet Ansbach uppstod ur den del av det medeltida borggrevskapet Nürnberg som låg "nedombergs" om Fränkische Alb. Tillsammans med den del som låg "ovanbergs" bildade den huset Hohenzollerns stamländer i Franken. Efter att huset Hohenzollern 1415–1417 under borggreve Fredrik VI av Nürnberg förvärvat markgrevskapet Brandenburg, kom titeln markgreve med tiden även att användas av de hohenzollernska furstarna inom det tidigare borggrevskapet. Efter att den sedan 1219 självständiga riksstaden Nürnberg 1427 förvärvat den gamla borggrevliga borgen i Nürnberg kom borggrevetiteln att förlora sin ursprungliga betydelse och bli rent nominell. Borggrevarna hade redan 1260 flyttat sitt huvudsakliga residens till Cadolzburg och därefter 1385 till Ansbach.
Under 1400-talet delades de hohenzollernska territorierna i Franken tidvis upp i mindre markgrevskap för att åter förenas, men 1486 skedde en permanent uppdelning mellan de separata områdena "ovanbergs" och "nedanbergs", efter markgreve Albrekt Akilles död. Genom hans 1473 utfärdade arvsförordning Dispositio Achillea delades huset Hohenzollerns arvländer mellan bröderna Johan Cicero, som erhöll markgrevskapet Brandenburg, Fredrik II, som erhöll de frankiska länderna "nedanbergs", det som kom att bli furstendömet Ansbach, och Siegmund, som erhöll de frankiska länderna "ovanbergs", det som kom att bli furstendömet Kulmbach och sedermera furstendömet Bayreuth. 
Från 1523 till 1603 var furstendömet Ansbach i personalunion med hertigdömet Jägerndorf. Under markgreve Georg av Brandenburg-Ansbach, "Georg Bekännaren", som var en av Martin Luthers tidiga anhängare, infördes den lutherska reformationen i Brandenburg-Ansbach. Den 9 april 1525 firades för första gången tyskspråkig gudstjänst med luthersk nattvard. Den så kallade Frankiska bekännelsen, initierad av markgreven, blev ett inledande steg mot den Augsburgska bekännelsen 1530. Markgreve Georg var närvarande vid riksdagen i Augsburg 1530 och blev därmed en av de första furstarna att underteckna den Augsburgska bekännelsen.

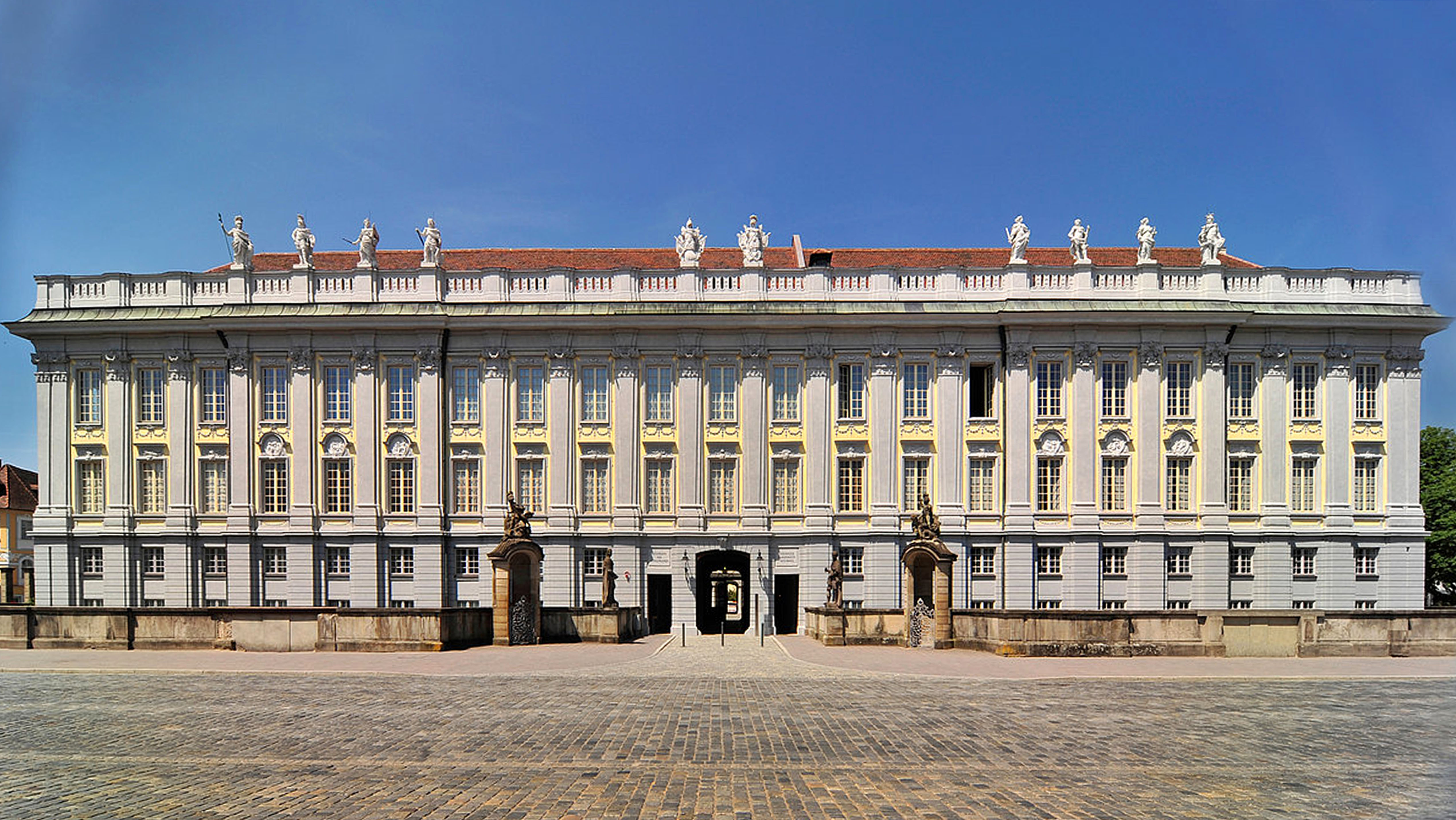
Det markgrevliga residenset i Ansbach, färdigställt i sin nuvarande form som barockslott 1738.

Kurfurst Fredrik I av Brandenburg lät mellan 1398 och 1400 bygga ut en befintlig stiftsgård till en vattenomgärdad borg, vars rester fortfarande ingår i residensslottet. Under markgreve Georg Fredrik I av Brandenburg-Ansbach uppfördes ett residensslott i renässansstil. Detta byggdes under perioden från 1694 till 1738 om till ett barockpalats.
1741 tillföll grevskapet Sayn-Altenkirchen Brandenburg-Ansbach genom arv, då hertig Vilhelm Henrik av Sachsen-Eisenach dog barnlös och Sayn-Altenkirchen ärvdes av hans kusins son, Karl Vilhelm Fredrik av Brandenburg-Ansbach. Sayn-Altenkirchen kom att bilda en ansbachsk exklav omkring floderna Sieg och Wied i nuvarande Rheinland-Pfalz, med Altenkirchen (Westerwald) som administrativt centrum.
Den 13 maj 1779 undertecknades freden i Teschen som avslutning på det Bayerska tronföljdskriget mellan Preussen och den österrikiska Habsburgmonarkin. I fredsbestämmelserna fastslogs att de delar av det bayerska Amt Burghausen som låg öster om Inn och Salzach skulle tillfalla Österrike, ett område som sträckte sig i en remsa från Passau till gränsen mot Ärkebiskopsdömet Salzburg. I gengäld erkände Österrike Preussens anspråk på de hohenzollernska furstendömena Brandenburg-Ansbach och Brandenburg-Bayreuth, under artiklarna 10 och 11. Därmed kom processen mot en sammanslagning med Preussen att inledas.
Furstendömet Ansbach regerades flera gånger i personalunion med furstendömet Kulmbach (från 1604 furstendömet Bayreuth), 1495–1515, 1557–1603 och 1769–1791, men de båda furstendömena var under hela perioden statsrättsligt oberoende av varandra. Tillsammans med furstendömet Bayreuth kom Brandenburg-Ansbach 1791/92 att infogas i kungariket Preussen och områdena förvaltades därefter gemensamt som markgrevskapet Ansbach-Bayreuth under Karl August von Hardenbergs ledning. Den 9 juni 1791 överlämnade markgreve Karl Alexander av Brandenburg-Ansbach, som redan då befann sig utomlands, den fullständiga regeringsmakten till Hardenberg, och den 2 december undertecknade han sin formella abdikation. Den 15 januari 1792 lät den preussiska regeringen i Berlin tillkännage abdikationen och överlämnandet av regeringsmakten, som fullbordats i och med kung Fredrik Vilhelm II:s regeringstillträdesbeslut i ett kungligt brev daterat den 5 januari. 
Den nye styrande ministern, friherre Karl August von Hardenberg, hade redan verkat som rådgivare i Brandenburg-Ansbach sedan 1790 och försökte därefter köpa upp de omkringliggande riksriddarskapsterritorierna i Franken genom frivilliga avtal och utvidga gränserna för de preussiska områdena. Detta lyckades endast till viss del, och han höjde trycket gentemot riksriddarna genom enskilda ingrepp och militära aktioner, i strid med riksriddarnas oberoende rättsställning. Denna idé om omfattande territoriella sammanslagningar genom frivilliga avtal för att skapa ett sammanhållet statsterritorium var redan i mars 1793 i praktiken överspelad, på grund av oöverbryggliga skillnader i synen på statsrätt och politik mellan den preussiska monarkins starka centrala statsmakt å ena sidan och riksriddarna å andra sidan.
Hardenberg kom också att med hänvisning till monarkins särskilda jurisdiktion över kropps- och dödsstraff hävda länsherrens överhöghet gentemot riddarna inom alla rättsliga områden, vilket historiskt varit en ständig stötesten även i relationen med till exempel den angränsande riksstaden Nürnberg eller biskopsdömet Eichstätt. Riddarna sökte stöd inom frankiska kretsen och vid det kejserliga hovet mot Preussens ingrepp inom polisiära frågor, militär och skatteväsendet. Till en början ingrep det kejserliga hovet endast genom diplomatiska initiativ. Förutom protester och stämningsansökningar i Wien och de resulterande myndighetsbeskeden, inklusive ålägganden, kunde man dock inte uppnå några verkningsfulla resultat denna väg eller driva igenom genomförandet av ålägganden. Till slut meddelade 1795 det av kantonen Altmühl begärda rikshovrådet två domslut till förmån för riddarskapet, vilka dock ignorerades av Preussen. Bamberg och Sachsen-Gotha fick i uppdrag att genomdriva dessa, men de ignorerades i Berlin, liksom protestbreven som flera av kurfurstarna skrivit till Berlin under påtryckning från det kejserliga hovet.
En stor del av kantonen Altmühls arkiv och registratur beslogtogs genom en räd av en regeringskommission och soldater från Brandenburg-Ansbach 22 november 1796. Dokumenten fördes till Ansbach, för att undanhålla viktiga dokument från riksriddarna inför rättsprocessen. Dessa hade redan 1792 tidigare utsatts för preussiska anspråk på de till Ansbach-Bayreuth angränsande förläningarna och riksstäderna, exempelvis områdena framför stadsmurarna i Dinkelsbühl och Nürnberg. Fram till år 1798 hade området som kontrollerades av de frankiska riksriddarna minskat med mellan en fjärdedel och en tredjedel. Framförallt kantonen Altmühl påverkades och mediatiserades nästan fullständigt.
I Schönbrunnfördraget 15 december 1805 avträdde Preussen furstendömena Ansbach-Bayreuth till det franska kejsardömet i utbyte mot kurfurstendömet Hannover. Den 1 januari 1806 blev furstendömet Ansbach del av det då bildade kungariket Bayern.

## Regerande furstar och markgrevar
- 1398–1440: Fredrik VI av Nürnberg, borggreve av Nürnberg och från 1415 även kurfurste av Brandenburg som Fredrik I
- 1440–1486: Albrekt Akilles (från 1470 även kurfurste av Brandenburg)
- 1486–1515: Fredrik I av Brandenburg-Ansbach
- 1515-1543: Georg av Brandenburg-Ansbach, "Georg Bekännaren", från 1523 även hertig av Jägerndorf
- 1543–1603: Georg Fredrik I av Brandenburg-Ansbach, även hertig av Jägerndorf, från 1557 markgreve av Brandenburg-Kulmbach
- 1603–1625: Joakim Ernst av Brandenburg-Ansbach
- 1625–1634: Fredrik III av Brandenburg-Ansbach, stupad i slaget vid Nördlingen
- 1634–1667: Albrekt II av Brandenburg-Ansbach, yngre son till Joakim Ernst
- 1667–1686: Johan Fredrik av Brandenburg-Ansbach, far till drottning Caroline av Storbritannien (1683–1737)
- 1686–1692: Kristian Albrekt av Brandenburg-Ansbach
- 1692–1703: Georg Fredrik II av Brandenburg-Ansbach, son till Johan Fredrik
- 1703–1723: Vilhelm Fredrik av Brandenburg-Ansbach (före 1686–1723), son till Johan Fredrik
- 1723–1757: Karl Vilhelm Fredrik av Brandenburg-Ansbach (1712–1757)
- 1757–1791: Karl Alexander av Brandenburg-Ansbach (abdikerade 1791, markgreve av Brandenburg-Bayreuth från 1769)

Från 1792 till 1806 regerades Brandenburg-Ansbach i union med Preussen. Se vidare i Preussens kungar.